# Narcissus lusitanicus
Narcissus lusitanicus là một loài thực vật có hoa trong họ Amaryllidaceae. Loài này được Dorda & Fern.Casas mô tả khoa học đầu tiên năm 1989.

## Hình ảnh

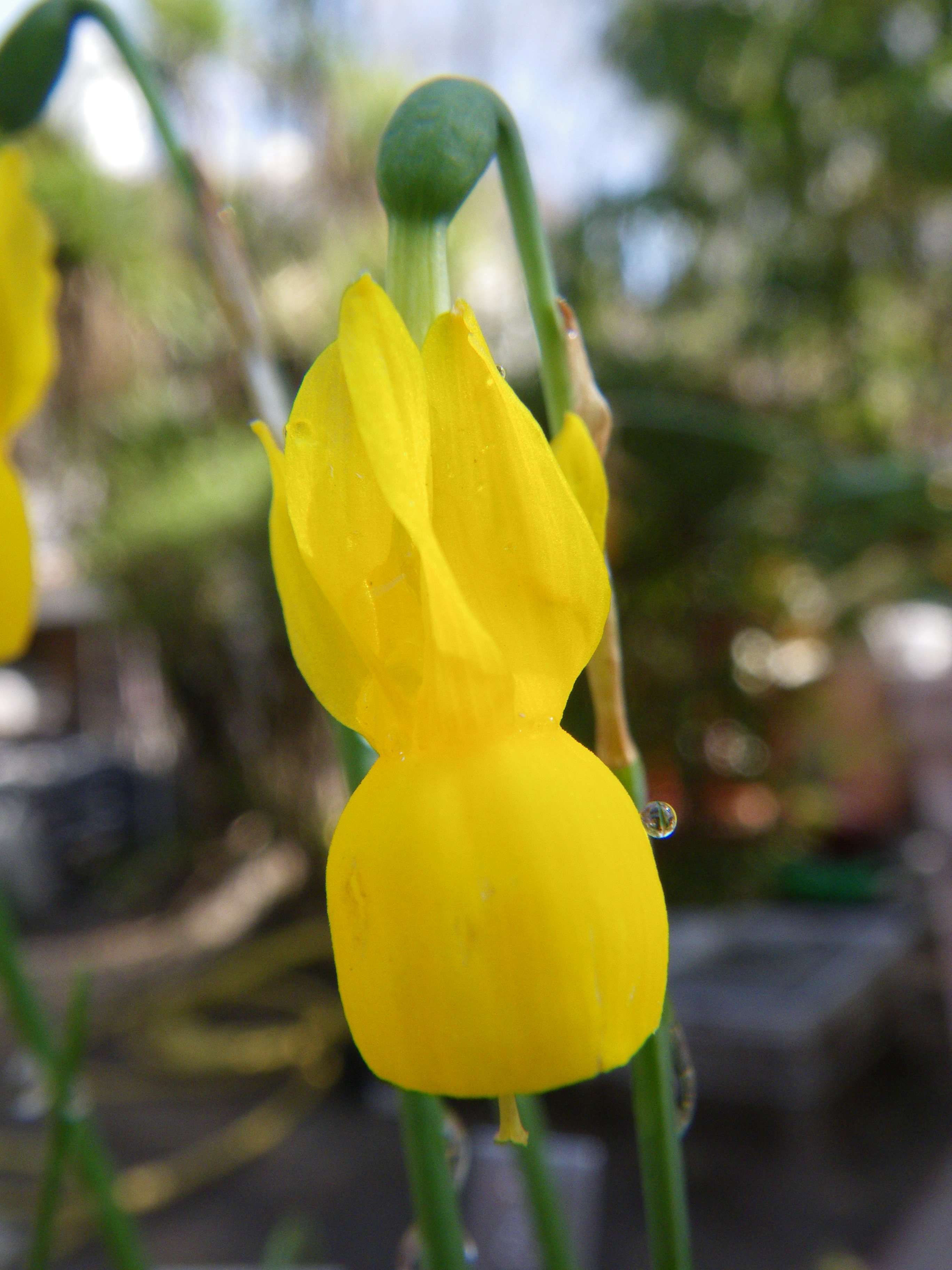